# كاثرين كورك دي كامب
كاثرين كورك دي كامب (بالإنجليزية: Catherine Crook de Camp)‏ (6 نوفمبر 1907، نيويورك في الولايات المتحدة - 9 أبريل 2000، بلينو في الولايات المتحدة)؛ كاتِبة وروائية أمريكية.